# Helmut Fink
Helmut Fink (Frankfurt am Main, 1895  –?) német nemzetközi labdarúgó-játékvezető.

## Pályafutása

### Nemzeti kupamérkőzések
Vezetett Kupa-döntők száma: 1.

#### Német kupa
| Időpont           | Helyszín                 | Mérkőzés típusa | Mérkőzés                  | Eredmény | Nézők száma |
| ----------------- | ------------------------ | --------------- | ------------------------- | -------- | ----------- |
| 1941. november 2. | Olimpiai Stadion, Berlin | döntő           | FC Schalke 04–Dresdner SC | 1 : 2    | 65 000      |

### Nemzetközi játékvezetés
A Német labdarúgó-szövetség Játékvezető Bizottsága (JB) 1930-ban terjesztette fel nemzetközi játékvezetőnek, a Nemzetközi Labdarúgó-szövetség (FIFA) bíróinak keretébe. Több nemzetek közötti válogatott és klubmérkőzést vezetett, illetve működő társának partbíróként segített. Az aktív nemzetközi játékvezetéstől 1952-ben búcsúzott. Válogatott mérkőzéseinek száma: 6.

#### Olimpia
Az 1936. évi és az 1952. évi nyári olimpiai játékok labdarúgó tornájának találkozóin a FIFA JB játékvezetőként alkalmazta. Ha nem vezetett, akkor valamelyik társának segített partbíróként. 1952-ben csak partbíróként foglalkoztatták. Vezetett mérkőzéseinek száma olimpián: 1 + 4 (partbíró).

##### 1936. évi nyári olimpiai játékok
| Időpont            | Helyszín                | Mérkőzés típusa | Mérkőzés                         | Eredmény |
| ------------------ | ----------------------- | --------------- | -------------------------------- | -------- |
| 1936. augusztus 6. | Mommsen Stadion, Berlin | első forduló    | Nagy-Britannia–Kínai Köztársaság | 2 : 0    |

##### 1952. évi nyári olimpiai játékok
| Időpont          | Helyszín                      | Mérkőzés típusa    | Mérkőzés                 | Játékvezető        | Eredmény | Nézők száma |
| ---------------- | ----------------------------- | ------------------ | ------------------------ | ------------------ | -------- | ----------- |
| 1952. július 21. | Pallokenttä Stadion, Helsinki | egyik nyolcaddöntő | Magyarország–Olaszország | Karel van der Meer | 3 : 0    | 20 000      |

## Magyar vonatkozás
| Időpont           | Helyszín                    | Mérkőzés típusa          | Mérkőzés           | Eredmény | Nézők száma |
| ----------------- | --------------------------- | ------------------------ | ------------------ | -------- | ----------- |
| 1942. november 1. | Üllői úti Stadion, Budapest | 236. válogatott mérkőzés | Magyarország–Svájc | 3 : 0    | 38 000      |

## Külső hivatkozások
- Helmut Fink. World Referee. [2012. október 9-i dátummal az eredetiből archiválva]. (Hozzáférés: 2012. szeptember 3.)
- Helmut Fink. footballzz.com. (Hozzáférés: 2012. szeptember 3.)
- Helmut Fink. eu-football.info. (Hozzáférés: 2012. szeptember 3.)
- Helmut Fink. worldfootball.net. (Hozzáférés: 2012. szeptember 3.)

| Elődje: Alois Pennig | Kupa döntő 1941 | Utódja: Albert Multer |